# Ostaszewo (gmina)
Pour les articles homonymes, voir Ostaszewo.
Ostaszewo est une gmina rurale du powiat de Nowy Dwór Gdański, Poméranie, dans le nord de la Pologne. Son siège est le village d'Ostaszewo, qui se situe environ 12 km à l'ouest de Nowy Dwór Gdański et 27 km au sud-est de la capitale régionale Gdańsk.
La gmina couvre une superficie de 60,65 km2 pour une population de 3 204 habitants.

## Géographie
La gmina inclut les villages de Gniazdowo, Groblica, Jeziernik, Komarówka, Lubiszynek Pierwszy, Nowa Cerkiew, Nowa Kościelnica, Ostaszewo, Palczewo, Piaskowiec et Pułkownikówka.
La gmina borde les gminy de Cedry Wielkie, Lichnowy, Nowy Dwór Gdański, Nowy Staw, Stegna et Suchy Dąb.